# Rajhradice
Rajhradice (deutsch Klein Raigern) ist eine Gemeinde in Tschechien. Sie liegt zwölf Kilometer südlich des Stadtzentrums von Brno und gehört zum Okres Brno-venkov.

## Geographie
Die Gemeinde befindet sich in der Thaya-Schwarza-Talsenke am linken Ufer der Svratka gegenüber der Abtei Rajhrad an der Einmündung des Baches Ivanovický potok. Die Ortslage Loučka liegt in der Flussaue, der alte Ortskern von Rajhradice östlich davon an einer Terrasse über dem Bach Dunávka. Nordwestlich erstreckt sich die Rajhradská bažantnice (Popowitzer Wald). Östlich führt die Trasse des Autobahn D 2/E 65 vorbei, die nächste Abfahrt 11 ist bei Blučina. Zweieinhalb Kilometer gegen Osten liegt die Wüstung Dunajovice.
Nachbarorte sind Rebešovice im Norden, Vladimírov im Nordosten, Otmarov im Osten, Měnín und Albrechtov im Südosten, Opatovice im Süden, Holasice und Čeladice im Südwesten, Loučka und Rajhrad im Westen sowie Hajany und Popovice im Nordwesten.

## Geschichte
Die erste schriftliche Erwähnung der Dörfer Rajhradice und Loučka erfolgte im Jahre 1048 in der Gründungsurkunde des Klosters Rajhrad zusammen mit Popovice, Rajhrad, Opatovice, Ořechov und Domašov als klösterlicher Besitz.
Die östlich gelegene, gleichfalls dem Kloster gehörige Ansiedlung Dunajovice erlosch im 15. Jahrhundert nach einem Dorfbrand und dem anschließenden Ausbruch der Pest.
Nach der Aufhebung der Patrimonialherrschaften bildeten Louka und Rajhradice ab 1850 zwei eigenständige Gemeinden in der Bezirkshauptmannschaft Hustopeče. Zum Ende des 19. Jahrhunderts änderte sich der Name der Gemeinde Louka in Loučka. 1948 wurden beide Gemeinden dem Okres Židlochovice zugeordnet. Im Jahre 1951 erfolgte der Zusammenschluss der Gemeinden Loučka und Rajhradice zu einer Gemeinde Rajhradice. Seitdem wurden beide Dörfer infolge der Baubauung entlang der Verbindungsstraße zu einer Einheit zusammen. Nach der Aufhebung des Okres Židlochovice wurde die Gemeinde 1961 dem Okres Brno-venkov zugeordnet und zugleich Otmarov eingemeindet. Otmarov löste sich 1990 wieder los.

## Gemeindegliederung
Für die Gemeinde Rajhradice sind keine Ortsteile ausgewiesen. Zu Rajhradice gehört die Ortslage Loučka (Lauka, auch Lauczka).

## Sehenswürdigkeiten
- Abtei Rajhrad, westlich des Dorfes
- Klösterlicher Speicher, errichtet 1809
- Kapelle der hl. Scholastika, das zwischen 1896 und 1897 am westlichen Ortsrand von Rajhradice errichtete Bauwerk liegt heute nach dem Zusammenschluss mit Loučka im Ortszentrum. Das vom Brünner Maler Johann Georg Etgens geschaffene Altarbild ist ein Geschenk des Rajhrader Abtes Benedikt Korčian, der die Kapelle am 25. Juli 1898 weihte.
- Glockenturm in Loučka, errichtet 1848
- Schule in Rajhradice, erbaut 1891 und 1909 um ein drittes Stockwerk erhöht